# HD 2039 b
HD 2039 b是一颗围绕HD 2039运转的太阳系外行星。它的质量几乎是木星的五倍，轨道的离心率非常大。